# بوبي سكوت (لاعب كرة قدم أمريكية)
بوبي سكوت (بالإنجليزية: Bobby Scott)‏ هو لاعب كرة قدم أمريكية أمريكي، ولد في 2 أبريل 1949 في تشاتانوغا في الولايات المتحدة.

## وصلات خارجية
- بوبي سكوت على موقع مرجع كرة القدم المحترفة.كوم (الإنجليزية)